# Antony and Cleopatra (film 1908)
Antonio e Cleopatra (Antony and Cleopatra) è un cortometraggio muto del 1908 diretto da  James Stuart Blackton e da Charles Kent.

## Produzione
Prodotto dalla  Vitagraph Company of America

## Distribuzione
Il film fu distribuito dalla Vitagraph Company of America, in Italia dalla Accoretti.
Una copia del film viene conservata negli archivi della Biblioteca del Congresso.

### Date di uscita
IMDb
- USA	3 novembre 1908

Alias
- Antony and Cleopatra, the Love Story of the Noblest Roman and the Most Beautiful Egyptian